# Richard Anders (Bildhauer)

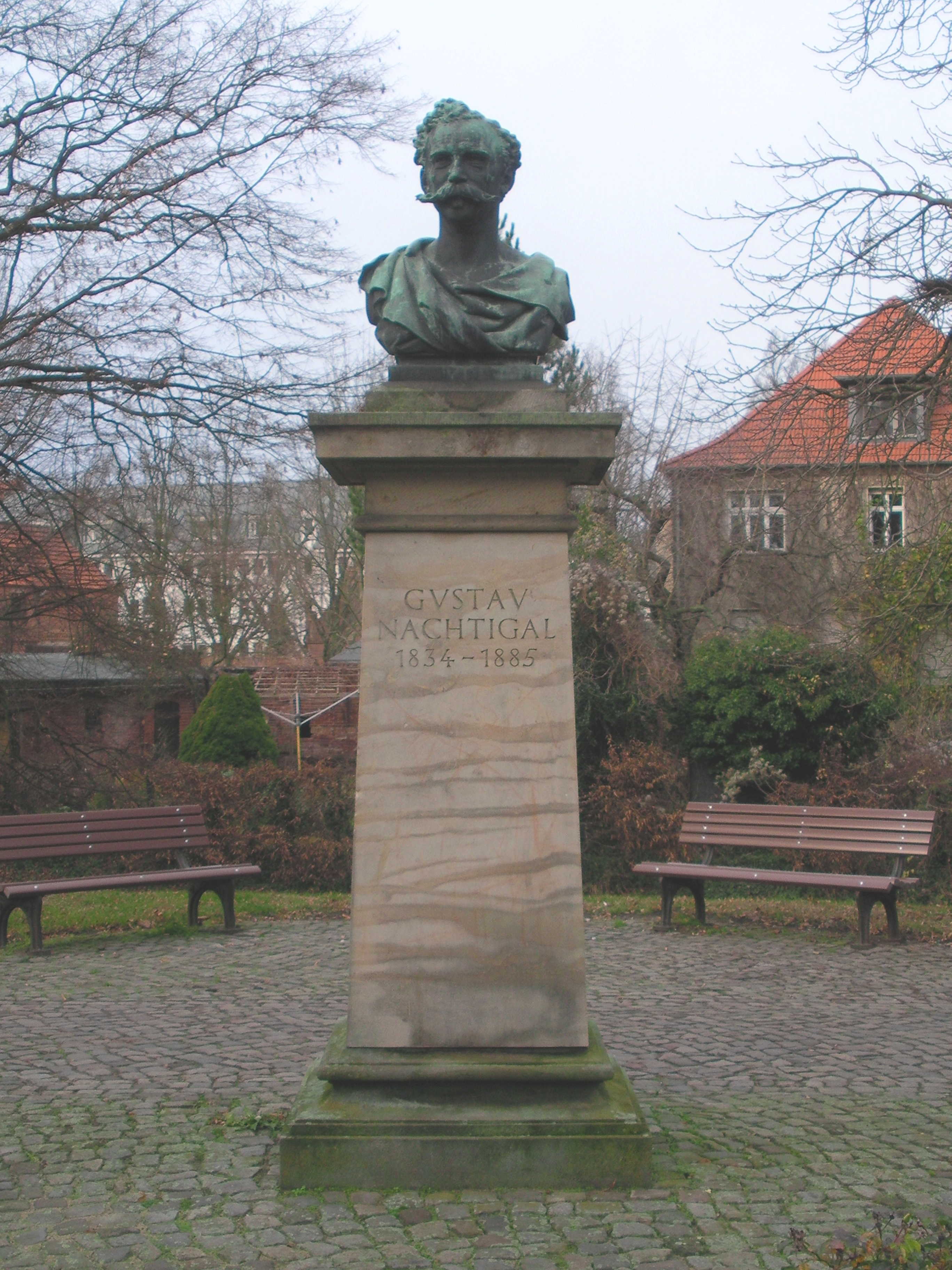
Nachtigaldenkmal in Stendal

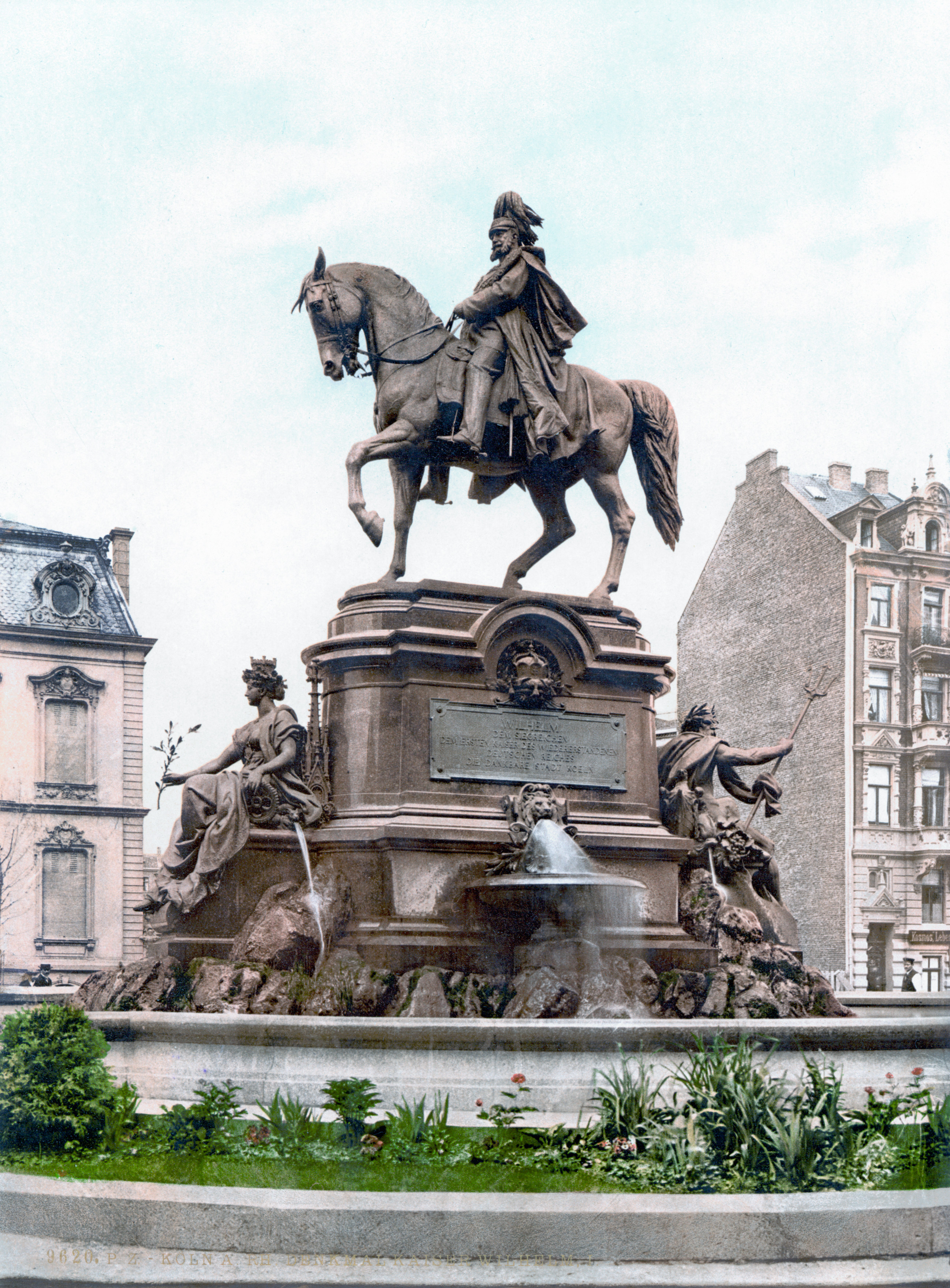
Kaiser_Wilhelm-I.-Reiterdenkmal in Köln

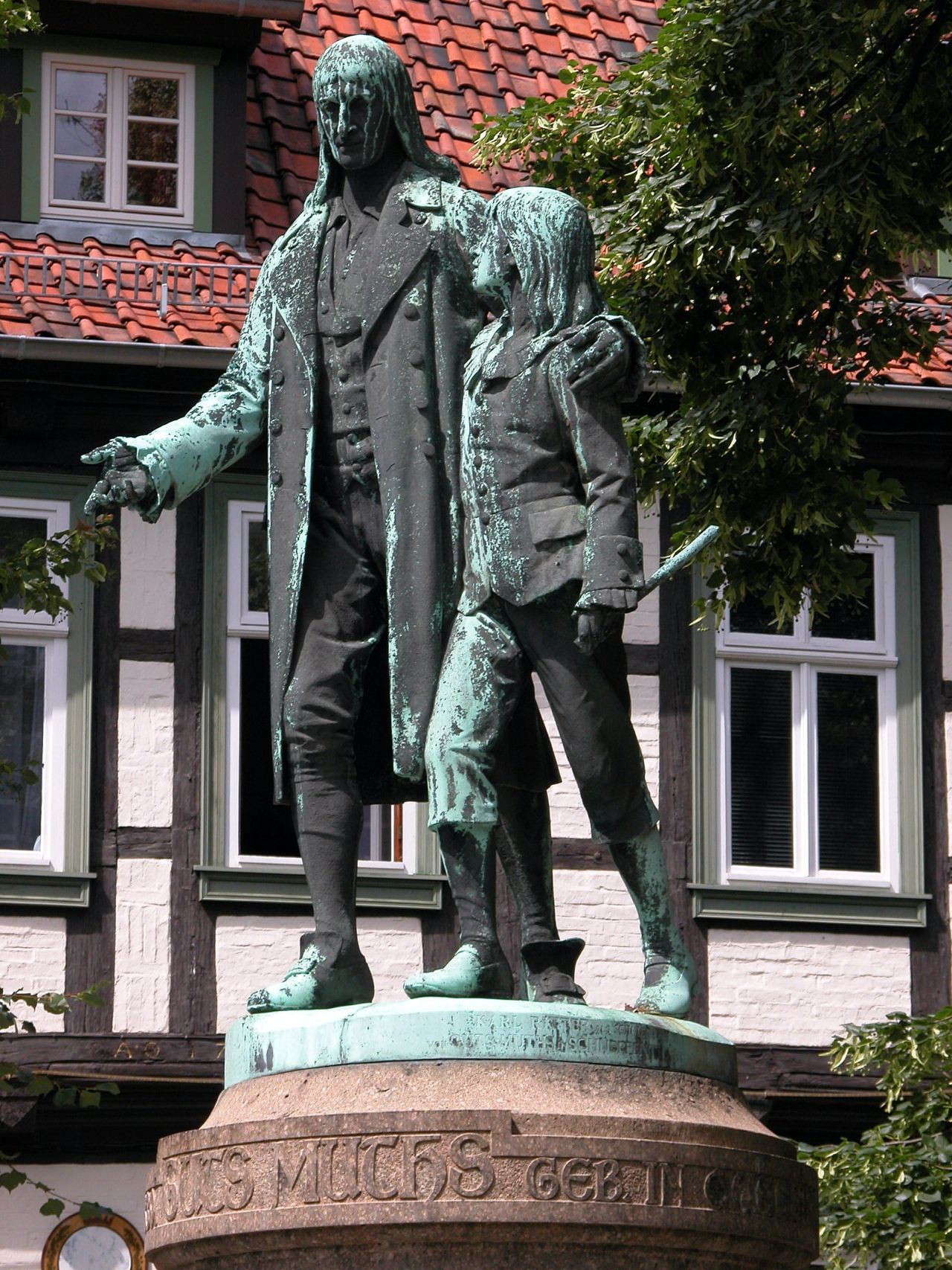
GutsMuths-Denkmal in Quedlinburg

Richard Leopold Oskar Anders (* 10. Februar 1853 in Quedlinburg; † 5. Mai 1917 in Berlin-Schmargendorf) war ein deutscher Bildhauer und Hochschullehrer.

## Leben
Anders wurde im Gebäude mit der heutigen Adresse Mühlenstraße 20 geboren und wurde in der Quedlinburger Sankt-Servati-Kirche getauft. Er erlernte zunächst die Holzbildhauerei. Anschließend studierte er ab 1871 an der Berliner Kunstakademie und wurde dort 1872 Mitglied des Corps Borussia. An der Kunstakademie gehörte er zu den Schülern von Emil Hundrieser.
1886 gründete Richard Anders ein eigenes Atelier für Bronze- und Kupfergießerei. 1894 wurde er als ordentliches Mitglied in den Verein Berliner Künstler aufgenommen. 1904 erfolgte seine Ernennung zum Professor an der Berliner Kunstakademie.
1888 heiratete er in Berlin Elise Anna Hermine Wagner. Aus der Ehe gingen zwei Söhne und eine Tochter hervor. Anders wurde in Quedlinburg beigesetzt.

## Werke
- 1891: Nachtigal-Denkmal in Stendal
- 1895: Siegesdenkmal Mars la Tour in Quedlinburg. Das Reiterstandbild ist zu Ehren des 7. Kürassierregiments (Seydlitzkürassiere) errichtet worden, die mit zwei Eskadrons in Quedlinburg in Garnison lagen.

. 1896 Reliefplatte Quedlinburger Bismarckturm 
- 1897: Kaiser-Wilhelm-I.-Reiterdenkmal in Köln, 1943 eingeschmolzen[2]
- 1904: GutsMuths-Denkmal in Quedlinburg
- 1906: Dippedenkmal in Quedlinburg
- 1906: Gustav-Brecht-Denkmal in Quedlinburg
- 1906: Germania-Kriegerdenkmal 1870/71 in Derenburg
- 1909: Gottlieb-von-Haeseler-Standbild an der Fassade des Hauptbahnhofes in Metz

## Auszeichnungen
- Für das Siegesdenkmal Mars la Tour wurde Richard Anders mit dem Preußischen Kronenorden ausgezeichnet.[3]